# NGC 4725
NGC 4725は、かみのけ座の方角に約4000万光年離れた位置にある中間棒渦巻銀河である。NGC 4725はセイファート銀河で、活動銀河核が超大質量ブラックホールを含んでいることが示唆される。